# Sébastien Faure (football)
Pour les articles homonymes, voir Faure et Sébastien Faure (homonymie).
Sébastien Faure, né le 3 janvier 1991 à Lyon, est un footballeur français, qui évolue au poste de défenseur central au FC Limonest.

## Biographie

### Olympique lyonnais
Formé à l'Olympique lyonnais, il est dès lors décrit comme un jeune très prometteur à son poste, étant notamment sélectionné dans les catégories de jeunes de l'équipe de France des U17 aux U20. Le sélectionneur des moins de 20 ans, Francis Smerecki, le présente comme « un garçon sérieux, faisant tout pour réussir. ».
Le 11 novembre 2008, il joue son premier match officiel avec l'Olympique lyonnais en Coupe de la ligue face au FC Metz pour une défaite 3-1. Souvent appelé dans le groupe pro, le 7 septembre 2011, il signe son premier contrat professionnel avec l'OL pour un an plus deux années optionnelles. Malheureusement pour lui, l'option n'est pas utilisée, et souffrant d'une blessure sérieuse à un pied, sa progression est considérablement freinée. Elle l'empêche en plus de signer au FC Nantes à l'hiver 2012.
En juillet 2012, il rejoint Leeds United pour effectuer des essais et participe à un match de préparation avec l'équipe réserviste, mais n'est cependant pas retenu par le club anglais.

### Rangers
Le 21 août 2012, Sébastien Faure signe un contrat de trois ans en faveur du Rangers FC, relégué en D4 écossaise à la suite de graves problèmes financiers.
Avec les Rangers, il remporte le championnat de quatrième division en 2013, puis celui de troisième division en 2014. Il est laissé libre par les Rangers lors de l'été 2015. Avec les Rangers, il aura joué un total de 58 matchs, inscrivant un but.

## Palmarès
| Rangers FC - Championnat d'Écosse D3 (1) : - Champion : 2013-14. - Championnat d'Écosse D4 (1) : - Champion : 2012-13. |  | \| France -19 ans - Euro -19 ans (1) : - Vainqueur : 2010. \| \| France -17 ans - Euro -17 ans : - Finaliste : 2008. \| |
| France -19 ans - Euro -19 ans (1) : - Vainqueur : 2010.                                                                |  | France -17 ans - Euro -17 ans : - Finaliste : 2008.                                                                     |